# Ivan Matteoni
Ivan Matteoni (San Marino, 21 agosto 1971) è un ex calciatore sammarinese, di ruolo centrocampista.

## Carriera
È uno dei calciatori sammarinesi con più presenze in nazionale, 44; l'esordio risale alla prima partita internazionale dei biancazzurri: una sconfitta 4-0 contro la Svizzera il 14 novembre 1990.

## Palmarès

### Club
- Trofeo Federale: 1

Tre Penne: 2005